# Minisztérium
A minisztérium a közigazgatás központi állami szerveinek egyik típusa, az államok legmagasabb állami hatóságai, amely az adott ország kormányának egyik tagja, egy miniszter irányítása alatt áll. Magyarországon a minisztérium munkájáért a miniszter személyesen felelős.

## Kialalakulása
Intézményesített formája az újkorban alakult ki. Az államigazgatási tárgyak bizonyos fő szakokra oszlanak, és minden ilyen fő szak egy-egy minisztériumnak felel meg. Minden minisztérium élén egy miniszter áll. Az intézmény a modern állam alkotása; először Franciaországban keletkezett a nagy francia forradalom után, azóta a kormánycentralizáció és a központi kormányzat legjobb államigazgatási szervezési módjának bizonyult, amely a középkorra visszanyúló igazgatásmódokat egymásután mindenütt kiszorította.

## Az intézmény története Magyarországon
Hazánkban az 1848. évi III. törvénycikken alapszik.
A kiegyezés után alakul ki a szakosított minisztériumi struktúra.

## Egyéb elnevezései
- departement (Poroszország, Svájc, Amerikai Egyesült Államok)
- népbiztosság (Szovjetunió 1946-ig, Magyarországon a Tanácsköztársaság államában)

## A minisztériumok elnevezése Magyarországon
Magyarország minisztériumait - az Alaptörvény felhatalmazása alapján - külön törvény határozza meg.